# Mihaela Petrilă
Mihaela Petrilă (* 7. Mai 1991 in Pașcani) ist eine rumänische Ruderin.
Mihaela Petrilă belegte bei Junioren-Weltmeisterschaften 2007 den zehnten Platz mit dem Doppelvierer und 2008 den vierten Platz im Einer. Bei den Junioren-Weltmeisterschaften 2009 siegte sie zusammen mit Andreea Boghian im Zweier ohne Steuerfrau. Zusammen mit Ioana Crăciun gewann Petrilă bei den U23-Weltmeisterschaften 2011 Silber im Doppelzweier. 2012 belegte sie den sechsten Platz mit dem Doppelvierer und 2013 siegte sie mit Mădălina Bereș im Zweier ohne Steuerfrau.
2014 gewann Mihaela Petrilă mit dem rumänischen Achter den Titel bei den Europameisterschaften, bei den Weltmeisterschaften ruderte der Achter auf den vierten Platz. Im Jahr darauf erhielt der rumänische Achter die Bronzemedaille bei den Europameisterschaften 2015 und belegte den siebten Platz bei den Weltmeisterschaften. 2016 erreichte der rumänische Achter den vierten Platz bei den Europameisterschaften. Kurz darauf gewann der Achter die Olympiaqualifikationsregatta in Luzern. Bei den Olympischen Spielen 2016 gewann der rumänische Achter die Bronzemedaille in der Besetzung Roxana Cogianu, Ioana Strungaru, Mihaela Petrilă, Iuliana Popa, Mădălina Bereș, Laura Oprea, Adelina Boguș, Andreea Boghian und Steuerfrau Daniela Druncea. Ende Mai 2017 gewann der rumänische Achter die Goldmedaille bei den Europameisterschaften, nach dem Sieg beim Ruder-Weltcup in Luzern siegte das Boot auch Anfang Oktober bei den Weltmeisterschaften in Sarasota.